# Thesium imbricatum
Thesium imbricatum är en sandelträdsväxtart som beskrevs av Carl Peter Thunberg. Thesium imbricatum ingår i släktet spindelörter, och familjen sandelträdsväxter. Inga underarter finns listade i Catalogue of Life.